# Sangi
Sangi (参议) era um título dado aos Conselheiros do Quarto Escalão do Daijō-kan, no Ritsuryō (sistema governamental feudal japonês).
Esta posição consultiva permaneceu parte da Corte Imperial do Japão desde o Século VIII até o período  Meiji, no Século XIX.
Este cargo foi criado em 702 pelo Código Taihō. Nas fileiras da burocracia imperial, o Sangi serviam o Shōnagon (Conselheiros do Terceiro Escalão) e organizavam os Sadaiben e os Udaiben que eram os administradores responsáveis pela supervisão dos Oito Ministérios do Governo. 
Destacam-se entre aqueles que foram agraciados com esse título três irmãos: Fujiwara no Fusasaki,  Fujiwara no Maro, Fujiwara no Umakai
O cargo foi eliminado em 1885.